# Desservable

Desservable, dans le domaine de l'astronautique, qualifie une station orbitale ou un engin spatial conçu pour être relié périodiquement à la Terre par un véhicule de desserte.
Le terme correspondant en anglais est serviceable.

## Référence
Droit français : arrêté du 20 février 1995 relatif à la terminologie des sciences et techniques spatiales.